# أقباش
أقباش هي قرية في مقاطعة كوثر، إيران. عدد سكان هذه القرية هو 105 في سنة 2006.